# Elvis Presley (album)
Az Elvis Presley a híres amerikai énekes 1956-os bemutatkozó albuma. Ez volt az első listavezető rockalbum, és az RCA kiadó egymillión felül értékesített lemeze. 2003-ban a Rolling Stone magazin Minden idők 500 legjobb albuma listáján az 55. helyre sorolták. Szerepel az 1001 lemez, amit hallanod kell, mielőtt meghalsz című könyvben.
A borítón lévő fényképet a Fort Homer Hesterly Armory-nél vették fel 1955. január 31-én.
Öt dalt a Sun Records stúdióiban vett fel, ezeket szabadon átvihette az RCA-hoz. Bár Elvis Presley legnagyobb akkori sikere, a Heartbreak Hotel már januárban megjelent, nem került fel az albumra, nehogy a kislemez eladásai csökkenjenek.
A lemez 1966. november 1-jén aranylemez lett az Egyesült Államokban.

## Az album dalai

### Első oldal
|    | Cím                   | Szerző(k)                              | Hossz |
| -- | --------------------- | -------------------------------------- | ----- |
| 1. | Blue Suede Shoes      | Carl Perkins                           | 1:58  |
| 2. | I'm Counting on You   | Don Robertson                          | 2:22  |
| 3. | I Got a Woman         | Ray Charles, Renald Richard            | 2:23  |
| 4. | One-Sided Love Affair | Bill Campbell                          | 2:10  |
| 5. | I Love You Because    | Leon Payne                             | 2:41  |
| 6. | Just Because          | Bob Shelton, Joe Shelton, Sydney Robin | 2:31  |

### Második oldal
|    | Cím                                         | Szerző(k)                                             | Hossz |
| -- | ------------------------------------------- | ----------------------------------------------------- | ----- |
| 1. | Tutti Frutti                                | Dorothy LaBostrie, Richard Penniman, Robert Blackwell | 1:57  |
| 2. | Trying to Get to You                        | Charles Singleton, Rose Marie McCoy                   | 2:31  |
| 3. | I'm Gonna Sit Right Down and Cry (Over You) | Howard Biggs, Joe Thomas                              | 2:01  |
| 4. | I'll Never Let You Go (Little Darlin')      | Jimmy Wakely                                          | 2:22  |
| 5. | Blue Moon                                   | Richard Rodgers, Lorenz Hart                          | 2:40  |
| 6. | Money Honey                                 | Jesse Stone                                           | 2:33  |

## Közreműködők
- Elvis Presley – ének, gitár, zongora
- Scotty Moore – gitár
- Chet Atkins – gitár
- Floyd Cramer – zongora
- Shorty Long – zongora
- Marvin Hughes – zongora
- Bill Black – nagybőgő
- D. J. Fontana – dob
- Johnny Bernero – dob a Trying to Get to You-n
- Gordon Stoker – háttérvokál
- Ben Speer – háttérvokál
- Brock Speer – háttérvokál

## Helyezések

### Album
| Év   | Lista                | Helyezés |
| ---- | -------------------- | -------- |
| 1956 | Billboard Pop Albums | 1        |

### Kislemezek
| Év   | Kislemez         | Lista                 | Helyezés |
| ---- | ---------------- | --------------------- | -------- |
| 1956 | Blue Suede Shoes | Billboard Pop Singles | 20       |
| 1956 | Money Honey      | Billboard Pop Singles | 76       |